# Durarara!!
Durarara!! także DRRR!! (jap. デュラララ!! Dyurarara!!) – seria light novel autorstwa Ryōgo Narity z ilustracjami Suzuhito Yasudy. Od 2009 roku na podstawie powieści powstaje manga rysowana przez Akiyo Satorigi. W roku 2010 studio Brain’s Base wydało 24-odcinkową serię anime pod tym samym tytułem. 16 marca 2014 roku zapowiedziano drugi sezon anime o nazwie Durarara!!×2. Został wyprodukowany przez Studio Shuka i podzielony na 3 części, z których pierwsza miała premierę w styczniu 2015 roku.
W Polsce manga oraz oba jej sequele (Durara!! Saika i Durarara!! Żółte chusty) zostały zlicencjonowane przez wydawnictwo Waneko. Serię light novel wydaje wydawnictwo Kotori.

## Fabuła

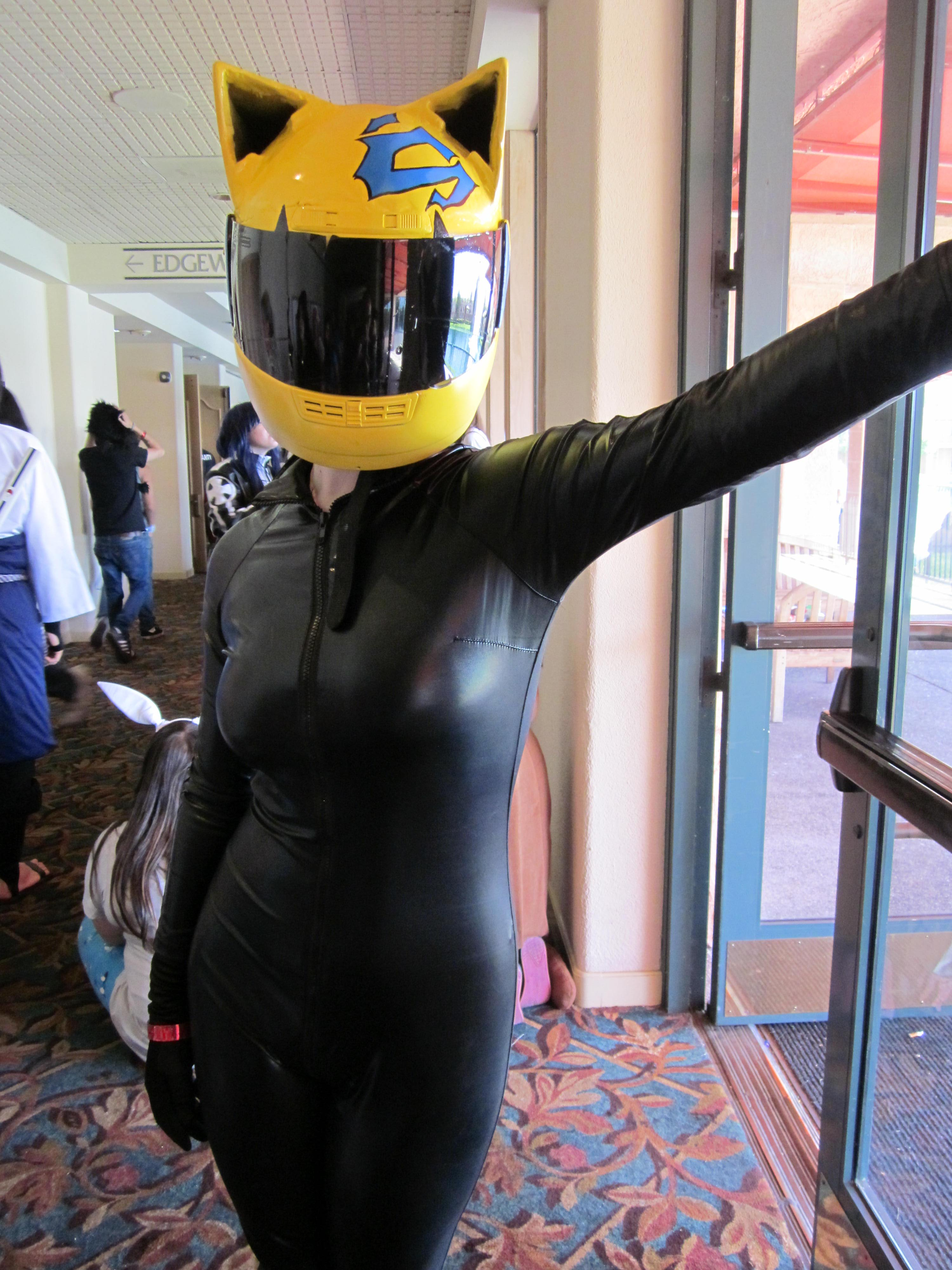
Cosplayerka przedstawiająca Celty Sturluson z Durarara!! w Sac-Anime w Sacramento w Kalifornii.

Opowieść rozgrywa się w Ikebukuro, dzielnicy Tokio, w której kolorowe gangi walczą pomiędzy sobą. Gangsterzy boją się miejskiej legendy – Dullahana. Jest to jeździec bez głowy poruszający się czarnym motocyklem bez włączonych świateł i silniku wydającym odgłosy dzikiego rumaka. Ryuugamine Mikado jest zwyczajnym wysokim chłopcem, który dopiero co przyjechał do Ikebukuro. Zafascynowany miastem, dowiaduje się, jakie niebezpieczeństwa może w nim napotkać. Początkowo wystraszony chłopak jest nieco zdegustowany, lecz nie na długo, gdyż zmienia swoje zdanie po spotkaniu Dullahana.

## Bohaterowie
Mikado Ryūgamine (jap. 竜ヶ峰 帝人 Ryūgamine Mikado) – uczeń liceum w Ikebukuro. Przybył do Tokio, aby uczęszczać do szkoły ze swoim dawnym przyjacielem, Kidą. Mikado jest bardzo nieśmiały, skrycie kocha się w Anri. Życie i zwyczaje w nowym mieście są mu zupełnie nieznane i dziwne. Całe jego życie się zmieniło po spotkaniu Dullahana. Jest założycielem Dolarów.
Wzrost: 165 cm
Wiek: 15
Waga: 50 kg
Grupa krwi: 0
Hobby: surfowanie po necie
Urodziny: 21 marca
Masaomi Kida (jap. 紀田 正臣 Kida Masaomi) – najlepszy przyjaciel Mikado. Jest bardzo pewny siebie i odważny. Lubi flirtować z dziewczynami. Twierdzi, że potrzebuje odpowiedniej dziewczyny dla siebie dlatego stara się ją wybrać, jednak najbardziej podoba mu się Anri Sonohara. Założyciel Żółtych Szalików, gang nazywa go Generałem.
Wzrost: 170 cm
Wiek: 15
Waga: 60 kg
Grupa krwi: A
Hobby: podrywanie dziewczyn
Urodziny: 19 czerwca
Shizuo Heiwajima (jap. 平和島 静雄 Heiwajima Shizuo) – człowiek, który zawsze nosi okulary i strój barmana. Cichy i skryty, ale łatwo go zdenerwować. Jego moc jest opisana jako „nieograniczona”, zawdzięcza ją wzrostowi adrenaliny we krwi. Jego największym wrogiem jest Izaya Orihara. Pracuje jako ochroniarz w firmie windykacyjnej w Ikebukuro. Jego imię, w dosłownym tłumaczeniu, oznacza „Spokojny człowiek”.
Wzrost: 185 cm
Wiek: 24 (Manga/anime); 25 (powieść)
Waga: 70 kg
Grupa krwi: 0
Nie lubi: Izayi Orihary, przemocy, hazardu
Urodziny: 28 stycznia
Izaya Orihara (jap. 折原 臨也 Orihara Izaya) – 23-letni informator. Twierdzi, że kocha wszystkich ludzi, z wyjątkiem Shizuo Heiwajimy. Uczęszczał do Akademii Raira z Shizuo, Shinrą i Kadotą. Świetnie posługuje się nożem sprężynowym (w anime ogolił głowę członkowi gangu, a ten nawet tego nie zauważył). Biegle włada językiem rosyjskim. Izaya ma dwie młodsze siostry, Mairu i Kururi, które są bliźniaczkami. Jego imię to połączenie biblijnego Izajasza i japońskiego „ten, który patrzy na tłum”. Nienawidzi jedzenia z puszki i oczu zdechłych ryb.
Wzrost: 175 cm
Wiek: 23-24 (Manga/anime); 25 (powieść)
Waga: 58 kg
Grupa krwi: 0
Hobby: obserwowanie ludzi
Nie lubi: Shizuo Heiwajimy, jedzenia z puszki, rybich oczu
Urodziny: 4 maja
Shinra Kishitani (jap. 岸谷 新羅 Kishitani Shinra) – młody lekarz z podziemia, współlokator i partner Celty. Bez względu na to czy pracuje, zawsze nosi kitel.
Wzrost: 178 cm
Wiek: 24
Waga: 60 kg
Grupa krwi: AB
Urodziny: 2 kwietnia
Celty Sturluson (jap. セルティ・ストゥルルソン Seruti Sutururuson) – znana też jako „Czarny Jeździec” lub „Bezgłowy Jeździec”. Jest Dullahanem z Irlandii, a do Japonii przybyła w poszukiwaniu swojej skradzionej głowy. Potrafi wytwarzać substancję podobną do cienia i robić z niej trwałe rzeczy, jak np. jej ubranie. Pracuje jako dostawca. Wychodząc z domu zakłada żółty kask z uszami. Panicznie boi się nowego policjanta z drogówki i kosmitów.
Wzrost: około 165 cm
Wiek: nieznany
Waga: nieznana
Grupa krwi: nieznana
Anri Sonohara (jap. 園原 杏里 Sonohara Anri) – dziewczyna w okularach z dość sporym biustem, co czasami jest jej znakiem rozpoznawczym, wychowywana w patologicznej rodzinie. Sonohara przyjaźni się z ludźmi, dzięki którym czerpie same korzyści, z tego powodu przezywana jest pijawką. Sama twierdzi, że jest to jej tryb życia. Posiada niezwykłe ostrze – Saikę, która jak sama mówi „kocha” ludzi za nią. Anri jest miłą i spokojną dziewczyną, miłością Kidy i Mikado.
Wzrost: 152 cm
Wiek: 15
Waga: nieznana
Grupa krwi: 0
Hobby: malarstwo
Urodziny: 31 października
- Siemon Brezhnev (jap. サイモン・ブレジネフ Saimon Burejinefu) – wysoki, czarny Rosjanin, który przyjechał do Japonii, aby pomóc przyjacielowi w prowadzeniu sklepu z sushi. Naprawdę nazywa się „Semyon”, ale wszyscy nazywają go „Simon”. Pacyfista, jednak jest na tyle silny, by walczyć na równi z Shizuo.

- Kyohei „Dotachin” Kadota (jap. 門田 京平 Kadota Kyōhei) – ani on, ani żaden z członków nigdy nie widział szefa Dolarów, ale domyśla się kto nim jest, ponieważ zna tylko jedną osobę, która mogłaby zorganizować taką dziwną organizację.

- Seiji Yagiri (jap. 矢霧 誠二 Yagiri Seiji) – kolega z klasy Mikado. Przestał chodzić do szkoły twierdząc, że ma coś więcej do zrobienia ze swoim życiem. Ma obsesję na punkcie jego „prawdziwej miłości”, głowy Celty, co ujawnia jego psychopatyczne zachowania. Próbował zabić swoją prześladowczynię – Mikę Harimę.

- Namie Yagiri (jap. 矢霧 波江 Yagiri Namie) – szefowa Yagiri Pharmaceuticals, później sekretarka Izayi. Obsesyjnie zakochana w swoim bracie – Seijim.

- Ruri Hijiribe (jap. (聖辺 ルリ Hijiribe Ruri) – jest popularną celebrytką. Po tym, jak jej rodzina zbankrutowała, została charakteryzatorką Kasuki. Potem zostaje modelką i idolką.

- Mairu Orihara (jap. (折原 舞流 Orihara Mairu) – młodsza siostra Izai Orihary i młodsza bliźniaczka Kururi. Podobnie jak jej brat robi problemy w szkole. Przedstawiając się oznajmia, że czyta encyklopedie, mangi i czasopisma dla dorosłych. Oświadcza również, że jest biseksualna, i szuka dziewczyn, które są zainteresowane. To wywołuje zamieszanie w klasie. Jest zastraszana, a na drugi dzień jej ławka zostaje pomazana wulgarnymi przezwiskami. Grozi jednej z winnych pinezkami, a potem zabiera ją do łazienki i kradnie jej biustonosz. Potem bliźniaczki zostają oskarżone o trzymanie narkotyków schowanych w plecakach. Obydwie z Kururi są fankami Kasuki.

- Kururi Orihara (jap. (折原 九瑠璃 Orihara Kururi) – to jedna z młodszych sióstr Izai. Ma młodszą siostrę bliźniaczkę Mairu. W przeciwieństwie do siostry jest spokojna i małomówna. Wyróżnia się, ponieważ nosi strój gimnastyczny zamiast mundurka szkolnego. Była podobnie zastraszana jak jej siostra ze względu na jej reputację. Wyznaje, że czuje coś do Aoby, jej kolegi z klasy, który ratował ją od dziewczyn, które jej dokuczały. Tego samego dnia pocałowała Aobę w podzięce. Jej siostra Mairu była szczęśliwa, kiedy powiedział, że jej siostra jest ładniejsza, niż dziewczyny, które prześladowały Kururi.

- Aoba Kuronuma (jap. (黒沼 青葉 Kuronuma Aoba) – to postać, która pojawia się w 4 tomie light novel. Jest uczniem pierwszego roku Akademii Raira, jest kouhai'em Mikado, i zwraca się do niego "Mikado-senpai". Jest założycielem Niebieskich Kwadratów, a obecnie członkiem Dolarów. Ma wesołą osobowość i zazwyczaj jest uśmiechnięty, ale posiada też ciemną stronę, która jest przebiegła. Jest opisywany jako "młodsza wersja Izaya Orihary". Pojawia się w drugim sezonie anime. W pewien sposób będzie związany z wydarzeniami w Durarara!! SH.

- Ran Izumii  (jap. (泉 井 蘭 Izumii Ran)) – jest byłym przywódcą Niebieskich Kwadratów, do czasu aż zostaje wtrącony do więzienia za porwanie Saki i złamanie jej nóg. Jest starszym bratem Aoby Kuronumy.

- Saki Mikajima (jap. (三ヶ島 沙樹 Mikajima Saki) – to dziewczyna Masaomiego, która była hospitalizowana przez długi czas po incydencie z Niebieskimi Kwadratami. Idealizuje Izayę, przez co słucha go bez zastanowienia.

- Akane Awakusu (jap. 粟楠 茜 Awakusu Akane) – jest córką Mikiyi Awakusu i wnuczką Dougena Awakusu. Do niedawna nie miała pojęcia, że jej rodzina była zaangażowana w coś nielegalnego. Jednak po znalezieniu prawdziwej natury gospodarczej jej rodziny, uciekła z domu i nieświadomie wpadła w szpony Izayi.

- Mika Harima (jap.  (張間 美香 Harima Mika) – jest przyjaciółką Anri Sonohary, która szukała jej po tym, jak zniknęła z domu. Była stalkerką i prześladowała Seijiego Yagiri dopóki nie przypadkowo "zabił" ją. Seiji poprosił swoją siostrę o przeszczepienie głowy Celty do ciała Miki, jednak Namie, starsza siostra Seijiego, zamiast tego zrobiła Harimie operacje plastyczną. W końcu Mika decyduje się poinformować Seijiego, że tak naprawdę jej nie zabił oraz że jest w nim zakochana. Później Seiji akceptuje jej miłość, tylko dlatego, że wygląda jak głowa, w której zakochał się jako dziecko. W mandze powiedziane jest, że Mika jest inteligentną dziewczyną z bogatej rodziny.

- Varona (jap.  (ヴァローナ Ворона Varona) jest 20-letnią rosyjską zabójczynią. Była zatrudniona w organizacji broni kierowanej przez Lingerin i ojca Douglanikov Dracona. Uciekła do Japonii z ciężarówką nielegalnej broni pobranych z Lingerin i Dracona. Gdy była mała ojciec nie poświęcał jej dużo uwagi i nie próbował nawiązać jakiejkolwiek więzi z córką. Przez to Varona oddała się całkowicie czytaniu książek. Pewnego razu, mając niecałe 10 lat, zostając sama w domu, zabija włamywacza dzięki swojej wiedzy z książek (popchnęła go do wanny napełnionej wodą i wrzuciła tam suszarkę podłączoną do prądu). Po tym wydarzeniu zaczęła pobierać lekcje samoobrony i po jakimś czasie wysadziła firmę ojca, jak to sama stwierdziła "dla zabawy".

## Obsada
- Toshiyuki Toyonaga – Mikado Ryugamine
- Mamoru Miyano – Masaomi Kida
- Daisuke Ono – Shizuo Heiwajima
- Hiroshi Kamiya -Izaya Orihara
- Jun Fukuyama – Shinra Kishitani
- Miyuki Sawashiro – Celty Sturluson
- Kana Hanazawa – Anri Sonohara
- Takaya Kuroda – Simon Brezhnev
- Yuuichi Nakamura – Kyohei Kadota
- Kazuma Horie – Seiji Yagiri
- Sanae Kobayashi – Namie Yagiri
- Mariya Ise – Mika Harima
- Ayahi Takagaki – Erika Karisawa
- Misato Fukuen – Saki Mikajima
- Mai Nakahara – Haruna Niekawa
- Takuma Terashima – Saburo Togusa
- Yuuki Kaji – Walker Yumasaki
- Saki Fujita – Ruri Hijiribe

## Manga
W Polsce manga oraz jej sequele zostały wydane przez wydawnictwo Waneko.
| Nr | Język japoński  | Język japoński         | Język polski    | Język polski           |
| Nr | Data wydania    | ISBN                   | Data wydania    | ISBN                   |
| -- | --------------- | ---------------------- | --------------- | ---------------------- |
| 1  | 26 grudnia 2009 | ISBN 978-4-7575-2765-2 | 6 lutego 2015   | ISBN 978-83-64891-31-1 |
| 2  | 26 czerwca 2010 | ISBN 978-4-7575-2921-2 | 7 kwietnia 2015 | ISBN 978-83-64891-32-8 |
| 3  | 27 grudnia 2010 | ISBN 978-4-7575-3109-3 | 6 czerwca 2015  | ISBN 978-83-64891-33-5 |
| 4  | 27 czerwca 2011 | ISBN 978-4-7575-3276-2 | 6 sierpnia 2015 | ISBN 978-83-64891-35-9 |

### Saika(jap.罪歌編Saika-hen)
| Nr | Język japoński   | Język japoński         | Język polski        | Język polski           |
| Nr | Data wydania     | ISBN                   | Data wydania        | ISBN                   |
| -- | ---------------- | ---------------------- | ------------------- | ---------------------- |
| 1  | 27 lutego 2012   | ISBN 978-4-7575-3516-9 | 9 października 2015 | ISBN 978-83-64891-36-6 |
| 2  | 10 września 2012 | ISBN 978-4-7575-3711-8 | 4 grudnia 2015      | ISBN 978-83-64891-37-3 |
| 3  | 27 marca 2013    | ISBN 978-4-7575-3930-3 | 5 lutego 2016       | ISBN 978-83-64891-38-0 |

### Żółte chusty(jap.黄巾賊編Kokinzoku-hen)
| Nr | Język japoński       | Język japoński         | Język polski        | Język polski           |
| Nr | Data wydania         | ISBN                   | Data wydania        | ISBN                   |
| -- | -------------------- | ---------------------- | ------------------- | ---------------------- |
| 1  | 26 października 2013 | ISBN 978-4-7575-4111-5 | 6 października 2016 | ISBN 978-83-64891-39-7 |
| 2  | 27 maja 2014         | ISBN 978-4-7575-4299-0 | 7 grudnia 2016      | ISBN 978-83-64891-40-3 |
| 3  | 27 stycznia 2015     | ISBN 978-4-7575-4545-8 | 6 lutego 2017       | ISBN 978-83-65229-07-6 |